# Pierre aux dix doigts

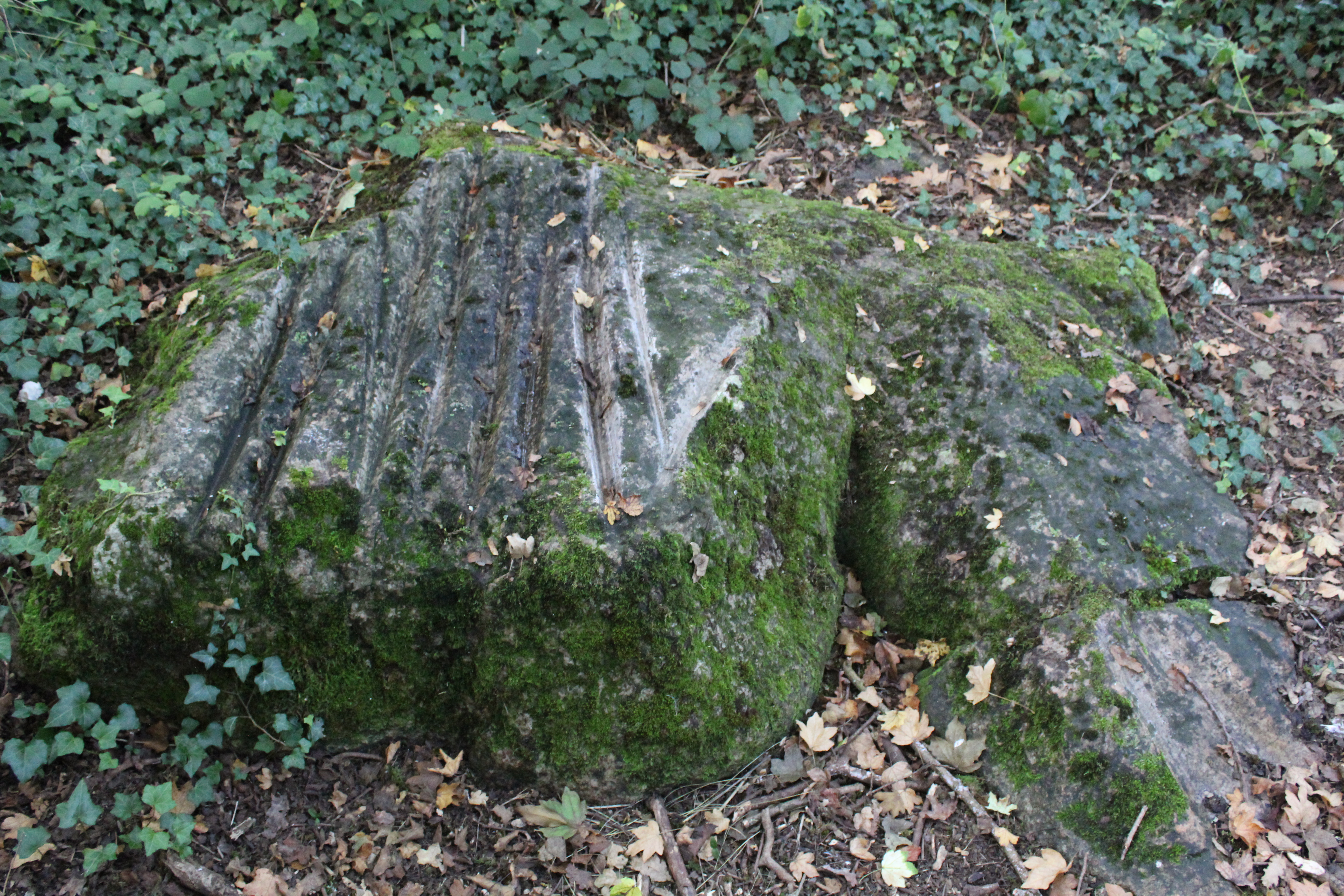
Polissoir de la Pierre aux dix doigts

Der Pierre aux dix doigts (deutsch „Zehnfingerstein“) ist ein Wetzrillenstein an einem Luteau genannten Platz, am Waldrand westlich von Villemaur-sur-Vanne im Westen des Départements Aube in Frankreich.
Der Zehnfingerstein ist ein großer, halb im Boden eingetiefter, zergliederter Stein, der im oberen Bereich zehn etwa parallele, für  neolithisch angesehene Wetzrillen aufweist. Solche Steine werden in der französischen Archäologie als polissoirs bezeichnet. Von den in Frankreich existierenden ortsfesten Steinen mit Wetzrillen stehen 66 als monuments historiques unter Denkmalschutz, nur einer davon wurde im Département Aube gefunden.
Der Stein ist seit 1993 als historisches Denkmal in der französischen Denkmalliste Base Mérimée eingetragen.